# Lago Hasensee
O Lago Hasensee É um lago localizado no cantão de Turgóvia na Suíça. Esta lago está localizado no mesmo vale do Lago Nussbaumersee e do Lago Hüttwilersee. Apresenta uma superfície de 0,11 km²  e uma elevação de 434,16 m relativamente ao nível do mar. Foi  rebaixado em 1,5 m durante a Segunda Guerra Mundial.
Este lago consiste em duas partes que são separadas por um espaço de 40 m de largura coberto por floresta. A bacia oriental mede 170 × 400 m, ocupando uma área de cerca de 64 mil metros quadrados e uma profundidade máxima de 5,8 m; a bacia ocidental mede 170 × 190 m, ocupando uma área de 35.000 metros quadrados e uma profundidade máxima de 7,3 m. O escoamento deste lago flui através de um canal para o Lago Hüttwilersee.